# لا رجعة فيه (فلم)
لا رجعة فيه (بالفرنسية: Irréversible) هو فيلم ألغاز وإثارة فرنسي تم إنتاجه في سنة 2002، وهو من إخراج غاسبار نوي ومن بطولة الممثلة الإيطالية مونيكا بيلوتشي وفينسنت كاسل وألبرت دوبونتيل، يتبع الفيلم نمط تسلسل الأحداث المعكوس ويتتبع رجلين في شوارع باريس وهما يسعيان للانتقام لصديقة تعرضت للاغتصاب بوحشية. ألف توماس بانجالتر الموسيقى التصويرية للفيلم، وتعود نصف الموسيقى الإلكترونية إلى دافت بانك.
شارك فيلم لا رجعة فيه في مهرجان كان السينمائي عام 2002 وفاز بجائزة مهرجان ستوكهولم الدولي للسينما لأفضل فيلم. ارتبط الفيلم بسلسلة من الأفلام التي تُعرف باسم «سينما الجسد» والتي وبحسب بالمر يجمعها تقارب مع بعض الإنتاجات الطليعية: استخدام مخفف للسرد، الاعتداء والتصوير السينمائي غير المقروء غالبًا، مادة ذات موضوع صدامي وإحساس منتشر بالعدمية الاجتماعية واليأس. ارتبط فيلم لا رجعة فيه أيضَا بالحركة الفرنسية المتطرفة الجديدة.
أثار الفيلم جدلًا عند صدوره بسبب تصويره الغرافيكي العنيف، خصوصًا المشهد الذي يتعرض فيه رجل للضرب حتى الموت بطفاية حريق، ومشهد اغتصاب أليكس (مونيكا بيلوتشي) الذي كانت مدته عشر دقائق، والتي تُضرب حتى تسقط في غيبوبة في مشهد آخر. وكما وُجه للفيلم اتهامات على وجود رهاب مثلية واضح فيه. وصف الناقد السينمائي الأمريكي روجر إيبرت فيلم لا رجعة فيه على أنه فيلم عنيف وقاس للغاية لدرجة أن معظم الناس لن يقدروا على مشاهدته حتى.

## الحبكة
- امرأة إيطالية تعيش في فرنسا تدعى أليكس (مونيكا بيلوتشي) تقرأ تجربة مع جيه دبليو دون في حديقة، محاطة بأطفال يلعبون، والسيمفونية السابعة لبيتهوفن في الخلفية. تدور الكاميرا حولها بسرعة متزايدة إلى أن تصبح الشاشة سوداء مصحوبة بضوء ساطع وأصوات قوية ونابضة. يمكن فهم صورة تدور بسرعة لمرشات الحديقة على أنها الكون. تُقرأ بطاقة بعنوان: «الزمن يتحكم بكل شيء» وهي عبارة تُقال في المشهد الأول للفيلم وينتهي الفيلم.
- تجلس أليكس على سرير مرتدية ملابسها وواضعة يدها على بطنها، ويوجد ملصق لفيلم ستانلي كوبرك 2001: ملحمة الفضاء (فيلم) من إنتاج عام 1968 ويحمل شعار «الرحلة العظمى» أعلى السرير.
- تستلقي أليكس في السرير مع ماركوس (فينسنت كاسل) بعد أن مارسا الجنس. تُخبره أليكس أنه من المحتمل أن تكون حاملًا ويفرح ماركوس لهذا النبأ. يتحضران للذهاب لحفلة ويذهب ماركوس لشراء النبيذ. تستحم أليكس وتفرح بعد أن تستخدم اختبار حمل منزلي يؤكد احتمال حملها.
- في محطة مترو باريس القريبة وعلى متن قطار المترو، أليكس وماركوس وبيير (ألبرت دوبونتيل) في طريقهم إلى حفلة. يتناقشون في موضوع الجنس ويكشف بيير حقيقة أنه وأليكس تواعدا في إحدى المرات ولكن لم يدخلا في علاقة، ملمحًا إلى فكرة أن ماركوس سرق أليكس منه.
- يصل ماركوس وأليكس وبيير إلى الحفلة، تنزعج أليكس من مبالغة ماركوس في تعاطي المخدرات وشرب الكحول ومغازلته لنساء أخريات وتقرر مغادرة الحفلة بمفردها.
- في طريقها إلى المنزل، ترى أليكس قوادًا يدعى لو تينا (جو بريستيا) يقوم بضرب عاهرة متحولة جنسيًا تدعى كونشا (جاراميلو) في نفق للمشاة. بمجرد أن يرى الرجل أليكس، يترك كونشا ويحول انتباهه إلى أليكس التي تحاول الفرار لكنه يمسك بها ويهددها بسكين. يربط لو تينا أليكس بالأرض ويغتصبها شرجيًا لعدة دقائق ومن ثم يضربها إلى أن تسقط في غيبوبة.
- يغادر ماركوس وبيير الحفلة ويصادفان الجلبة في الشارع. يبكي ماركوس بشدة عندما يرى جسد أليكس الدامي المسحوب إلى داخل سيارة إسعاف من قبل المسعفين.
- تدخل أليكس المستشفى وتُشخص على أنها في حالة غيبوبة. يُستجوب ماركوس وبيير من قبل الشرطة ثم يتحدثان إلى قاطع طرق يدعى مراد (مراد خيمة) وصديقه لايد (هلال) الذان يعدان أنهما إذا حصلا على المال فسيساعدان على إيجاد المغتصب الذي يزعم مراد أنه لو تينا. يكون ماركوس حينها ما زال منتشيًا وغاضبًا للغاية.
- يتعقب الرجال كونشا، ضحية لو تينا الأخيرة. ترفض كونشا التحدث إليهم في البداية. ولكن وبعد أن يهددها ماركوس بقتلها باستخدام قطعة زجاجية، تعترف أن المغتصب هو لو تينا، ويمكن أن يجدوه في ملهى للبي دي إس إم يسمى ذا ريكتم. سرعان ما يطاردهم العاملون في الدعارة الآخرون الغاضبون الذين يسعون للدفاع عن كونشا فيهرب مراد ولايد كل في اتجاه.
- يشير ماركوس وبيير لسيارة تكسي لتتوقف، ومن ثم يهاجم ماركوس السائق ويسرق السيارة.
- يذهب ماركوس وبيير إلى ذا ريكتوم ولكنهما لا يعرفان شكل لو تينا، يجد ماركوس لو تينا واقفًا مع رجل آخر. مفترضًا بأن أحد الرجلين هو لو تينا، يعتدي ماركوس عليه، لكن الرجل يصرع ماركوس ويلقيه أرضًا ويكسر ذراعه ويحاول اغتصابه على أرض الملهى. يدافع بيير عن ماركوس ويضرب الرجل بطفاية الحريق على رأسه مما يؤدي إلى مقتله.
- تعتقل الشرطة بيير وتضع الأصفاد حول يديه. تصل سيارة الإسعاف ويوضع ماركوس على نقالة ويُنقل خارج الملهى. يصرخ لايد ومراد في الخارج بالشتائم على ماركوس وبيير. ويُكتشف أن الرجل المقتول ليس لو تينا وأن الرجل الذي كان واقفًا معه هو لو تينا.
- في الجهة المقابلة للشارع وفي شقة صغيرة، رجلان يتحدثان عن الجنس، أحدهما هو ذا بوتشر، بطل فيلم جاسبر نوي السابق آي ستاند ألون. في مونولوج مخمور يكشف ذا بوتشر أنه ألقي القبض عليه بتهمة ممارسة الجنس مع ابنته. موضوع النقاش ينتقل إلى الضجة في الشوارع بالخارج. دون أن ينظروا إلى النافذة، فإنهم ينسبون هذه الضجة بسخرية إلى رعاة ذا ريكتم. في الخارج، يظهر مراد وهو يتحدث إلى ضابط شرطة.

## إنظر أيضاً
- العشق (فيلم 2015)

## روابط خارجية
- مقالات تستعمل روابط فنية بلا صلة مع ويكي بيانات